# Hedysarum vicioides
Hedysarum vicioides är en ärtväxtart som beskrevs av Porphir Kiril Nicolai Stepanowitsch Turczaninow. Hedysarum vicioides ingår i släktet buskväpplingar, och familjen ärtväxter.

## Underarter
Arten delas in i följande underarter:
- H. v. japonicum
- H. v. vicioides

## Bildgalleri

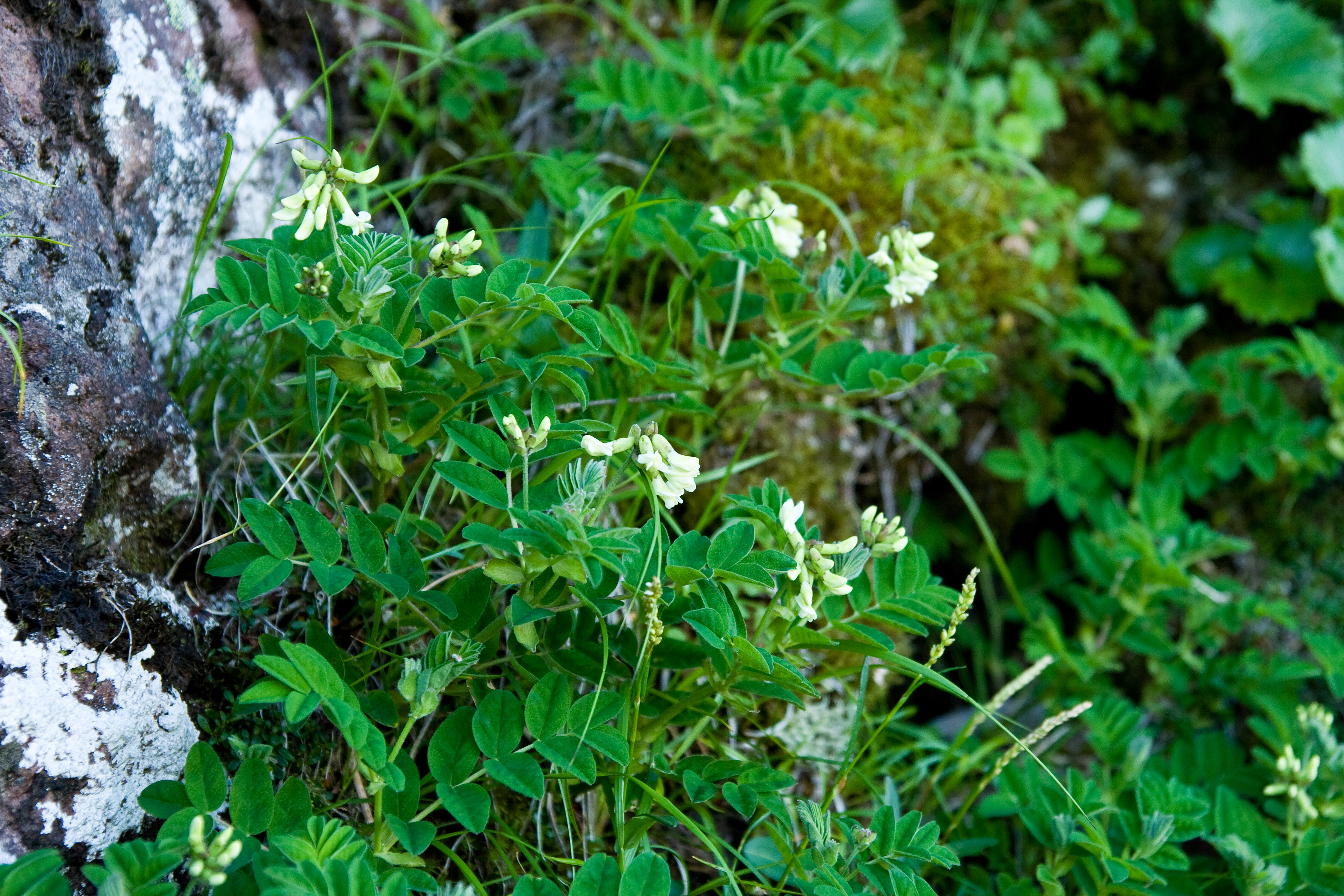
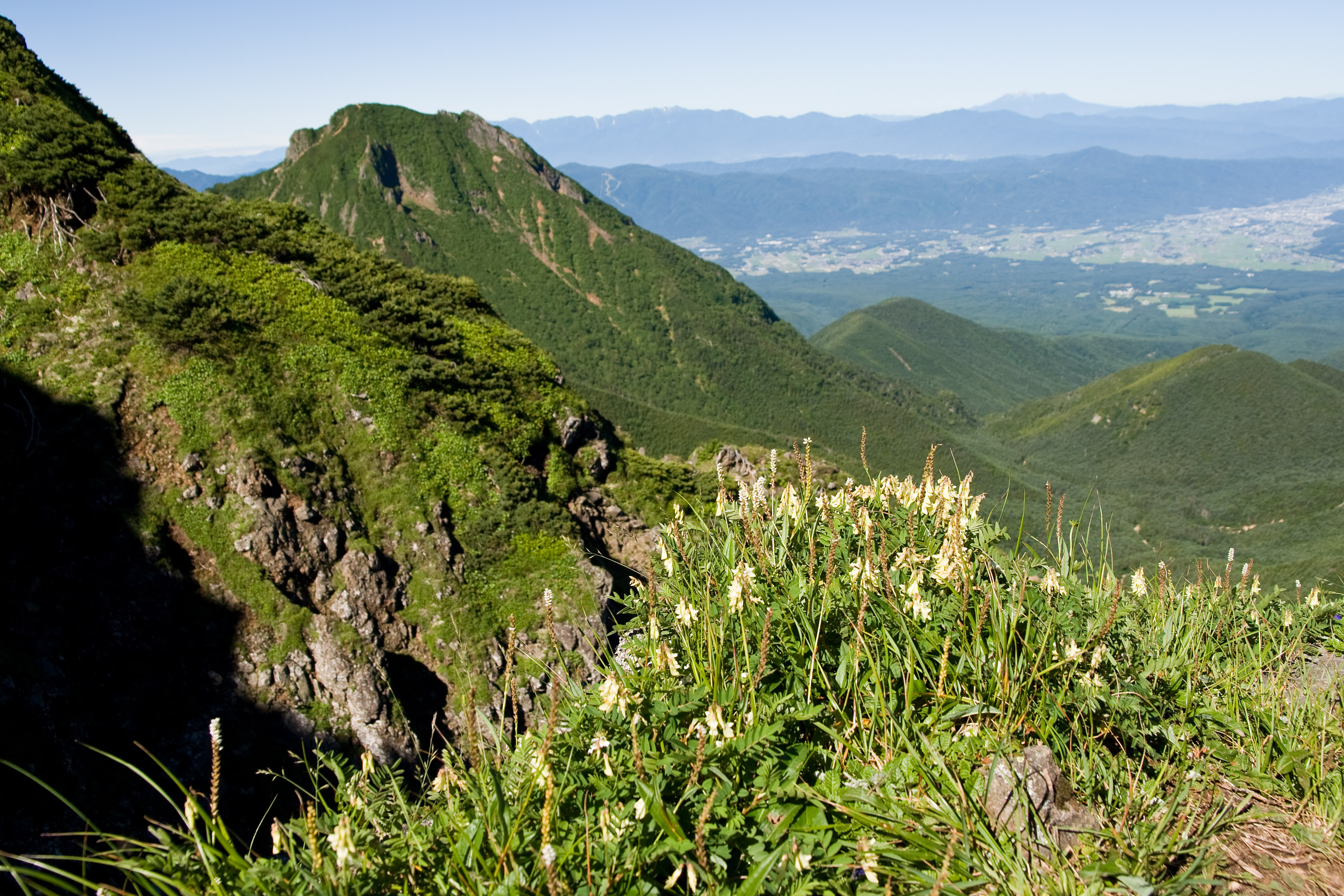
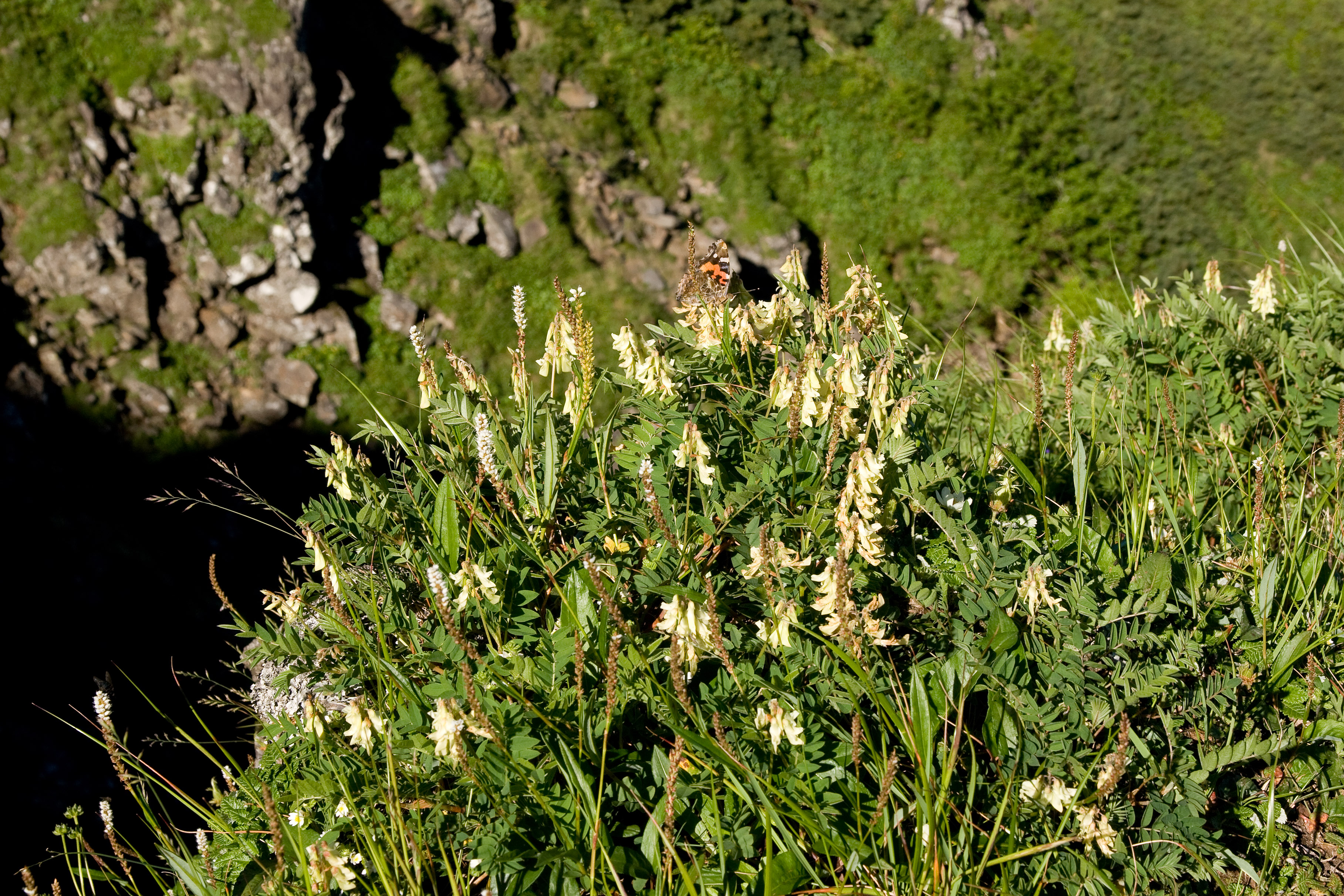
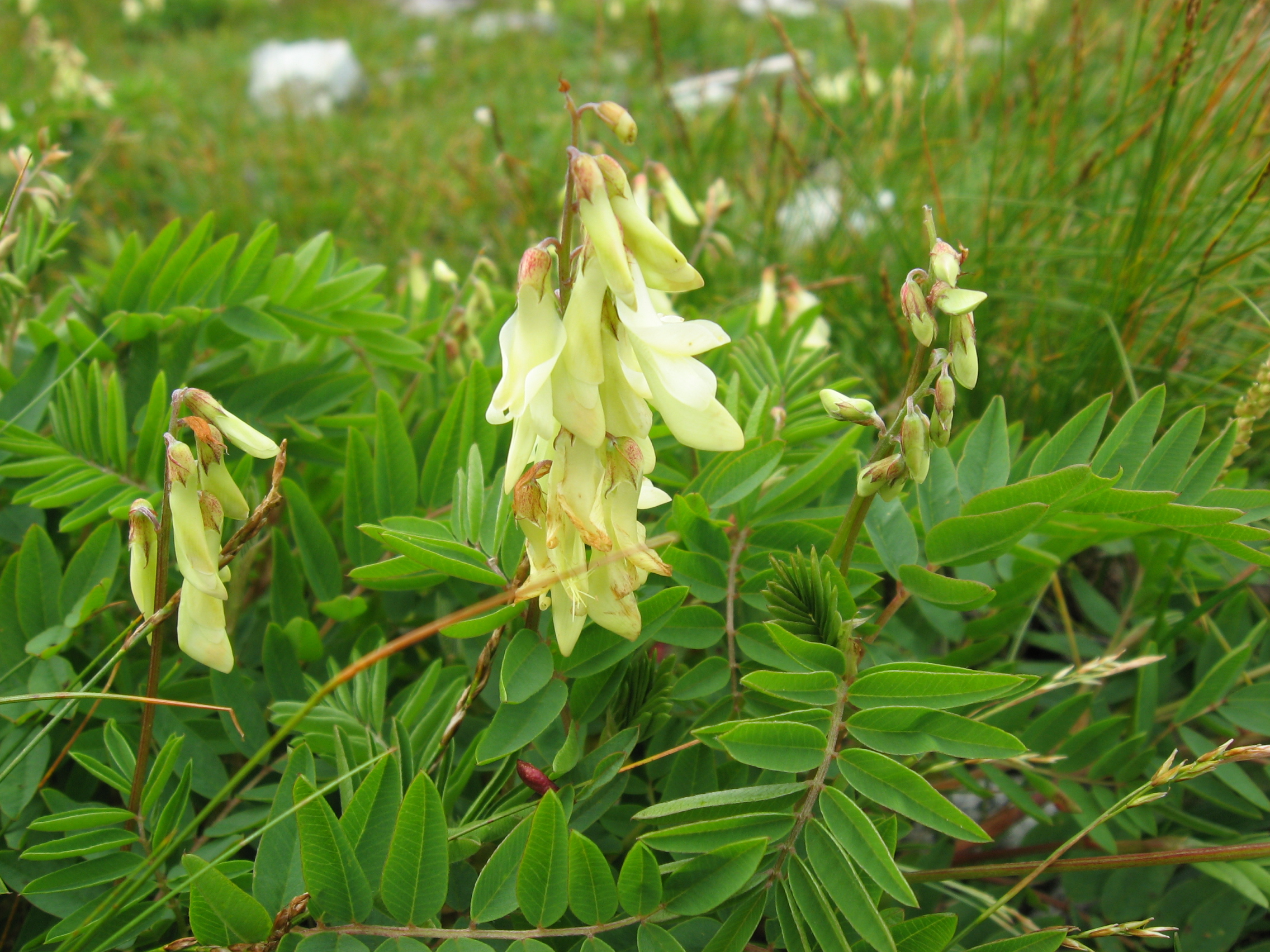